# یواس‌اس گابریل گیفوردز (ال‌سی‌اس-۱۰)
یواس‌اس گابریل گیفوردز (ال‌سی‌اس-۱۰) (به انگلیسی: USS Gabrielle Giffords (LCS-10)) یک کشتی است که طول آن ۱۲۷٫۴ متر (۴۱۸ فوت) می‌باشد.